# Темнюк Микола Васильович
Микола Васильович Темнюк (нар. 31 березня 1992, Шепетівка, Хмельницька область, Україна) — український футболіст, захисник та нападник канадського клубу «Воркута» (Торонто).

## Життєпис
Вихованець клубу БВУФК (Бровари). Дорослу футбольну кар'єру розпочав у пестрялівському «Метеорі». З 2012 року захищав кольори львівського «Водника», який грав у обласному чемпіонаті. У 2012 році виїхав до Польщі, де виступав за клуб третьої ліги «Сталь» (Сянок), за який провів 11 матчів. Наступного року повернувся до України, спочатку грав за «Случ» (Старокостянтинів). У 2016 році приєднався до волочиського «Агробізнесу», який виступав у аматорському чемпіонаті України. За період свого перебування в команді допоміг «Агробізнесу» вийти до Другої ліги у сезоні 2016/17 років, а також став найкращим бомбардиром аматорського чемпіонату України.
За підсумком наступного сезону волочиська команда виборола путівку до Першої ліги України. Зіграв декілька матчів за «Агробізнес» у Першій лізі в сезоні 2018/19 років, однак по ходу сезону перебрався до тернопільської «Ниви». 2019 року підписав контракт із «Воркутою», яка ввиступає в Канадській футбольній лізі. У своєму дебютному сезоні за команду з Торонто допоміг «Воркуті» виграти Перший дивізіон, а також став найкращим бомбардиром чемпіонату. Також виступав за резервну команду «Воркути», у футболці якої взяв участь у переможному (2:0) фінальному поєдинку Другого дивізіону КСЛ проти «Сербіан Вайт Іглз Б», в якому, зокрема, відзначився голом.

## Досягнення
«Агробізнес» (Волочиськ)
- Друга ліга чемпіонату України
  -  Чемпіон (1): 2017/18

- Чемпіонат України серед аматорів
  -  Чемпіон (1): 2016/17
  -  Срібний призер (1): 2016

- Чемпіонатат Хмельницької області
  -  Чемпіон (1): 2016

«Воркута»
- Перший дивізіон КСЛ
  -  Чемпіон (1): 2019

- Золота бутса КСЛ (1): 2019